# 对立教宗何诺二世
何诺二世（Honorius II，?—1072年），原名伯多禄·卡达鲁斯（Peter Cadalus），是1061－1072年在位的对立教宗。他生于维罗纳，于1046年成为帕尔玛主教（bishop of Parma）。他于1072年逝于帕尔玛。
在教宗尼各老二世（1059－1061年在位）去世后，于1061年7月，两个不同的团组开会以选出一位新教宗。枢机们在 Hildebrand（后来的教宗额我略七世）的主持下开会，于1061年9月30日选举了教宗历山二世（1061－1073年在位）。历山二世在过去做卢卡主教老安瑟（Anselm the Elder）时是改革派首领。
在历山二世选举28天后，德国和隆巴德主教以及反对改革运动的知名人士由普瓦图的阿格尼丝（其子，神圣罗马帝国皇帝亨利四世的摄政）召集于巴塞尔，由帝国宰相 Wilbert 主持。他们于1061年10月28日选举帕尔玛主教卡达鲁斯为教宗，后者采用了何诺二世为名。
在太后和贵族的支持下，何诺二世于1062年春率其军队进军罗马以用武力主张其教宗之位的正当性。阿尔巴的主教 Benzo 作为钦差赴罗马以助其一臂之力，而卡达鲁斯最远已抵苏特利（Sutri）。4月14日，一个简短却血腥的冲突发生于罗马，历山二世的军队失败，对立教宗何诺二世占领了圣伯多禄的辖区。
下洛林公爵戈德弗瓦二世于1062年5月到达，劝导这两位对手将该问题提交国王决定。何诺二世撤至帕尔玛，而历山二世回到了他在卢卡的主教座位，等待戈弗雷与德国法院以及年轻的德国国王亨利四世的顾问们的调停。
在德国，与此同时，革命爆发了。安诺，颇有权势的科隆总主教，占据了摄政之职，普瓦图的阿格尼丝退休至位于皮埃蒙特福禄科图阿里亚（Fructuaria）的女修院。德国大权落到安诺手中，后者是安诺二世的敌人。
在宣布自己反对卡达鲁斯后，新摄政在奥斯堡大公会议（Council of Augsburg）（1062年10月）确保了对一位特使的任命，后者将被派往罗马以洗清历山二世受到的贩卖圣事（simony）的指控。这位特使，博查德二世 (哈尔伯施塔特主教)（安诺之侄）没发现对历山二世的选举的反对。历山二世被认作合法的教宗，而他的对头卡达鲁斯（何诺二世），于1063年被绝罚。
但对立教宗没有放弃其主张。在一个于帕尔玛召开的针锋相对的宗教会议（synod）上，他否认了绝罚。他纠集军队并再次向罗马开进，于罗马圣天使城堡重新登位。
随后这对教宗之间的战争持续了约1年。何诺二世最终放弃，作为一名逃犯离开罗马，回到了帕尔玛。
1064年5月31日五旬节，曼图阿宗教会议（Synod of Mantua）举行，通过正式宣布历山二世为圣伯多禄的合法继承者结束了分裂。但何诺二世依然坚持其对教宗之位的主张，直至其在1072年去世。